# Revista Marinada
La revista Marinada fou una publicació mensual que va sorgir a la població de Palamós, a la Costa Brava, l'any 1914. Va servir per a reflectir la manera d'ésser de la població de l'època en què es va publicar. El seu fundador principal fou Miquel Roger i Crosa, tot i que comptà amb l'ajut de Martí Roger i Crosa.

## Origen i fundació
Miquel Roger i Crosa va néixer a Palamós l'any 1881. Es dedicà, pràcticament tota la vida, a la literatura, la política, el periodisme i la música. La seva primera publicació fou La muller (1905) i, fins a l'última obra que publicà el 1934, n'escrigué trenta-quatre per les quals va ser premiat en diferents ocasions. També va compondre sardanes, va col·laborar en la revista catalana La Il·lustració Catalana i formà part de la Lliga Nacionalista del Baix Empordà. El seu germà, col·laborador en la fundació de Marinada, va néixer el 1867 a la mateixa població, però va estudiar a Figueres, Barcelona i Madrid on va fer batxillerat, es va llicenciar en Dret i va fer un doctorat, respectivament. Els germans van tenir la sort de poder relacionar-se amb personatges de l'època com Enric Prat de la Riba, Josep Carner, Joan Maragall o Mossèn Cinto Verdaguer.
La primera publicació de la revista tingué lloc el gener del 1914, durant la restauració borbònica (1875-1923), època en què governava Alfons XII i s'aprovà una nova constitució l'any 1876. En aquest moment històric s'inicià el bipartidisme entre liberals i conservadors. Concretament, es trobaven en el poder els conservadors, liderats per Cánovas del Castillo. D'una altra banda, hi havia grups que s'oposaven a aquest bipartidisme: els nacionalistes, els carlistes i els republicans. Altres fets a destacar van ser el Manifest de Sandhurst, un document que garantia una monarquia constitucional, els desastres colonials de Cuba i Filipines i la crisi del 98.
Se seguí publicant durant la dictadura de Primo de Rivera (1923-1931). Aquesta fou dividida en tres fases: el Directori Militar (1923-1925), el Directori Civil (1925-1930) i l'oposició a la dictadura i la caiguda de Primo de Rivera (1931). Es declarà l'estat de guerra el setembre del 1923 quan Primo de Rivera donà un cop d'estat. A més a més, es van suspendre les garanties constitucionals i es van dissoldre les Corts.
Apareix en un moment en què Palamós es converteix en un punt referent dins de la comarca i viu un desenvolupament econòmic favorable on cal destacar la indústria surera.
Tot i que es publicà mensualment, com ja s'ha explicat, excepcionalment era bimensual. Cada número estava format entre setze i trenta-sis pàgines a una columna, mentre que les publicacions extraordinàries en tenien quaranta.

## Història, evolució i suspensions
Marinada tenia una clara orientació política nacionalista, ja que era una revista dedicada a difondre la cultura catalana, mitjançant la literatura i tractant temes sobre la vila com, per exemple, la seva economia i la indústria i diferents activitats culturals i esportives. Es redactaven cròniques locals i escrits que interessaven a la població. En resum, era considerada l'expressió literària i cultural de Palamós.
Era una revista excepcional perquè tractava diferents temes d'actualitat mitjançant composicions poètiques, literàries, aiguaforts i fotografies.
Amb el pas dels anys, la revista es va imprimir en diferents llocs de la població de Palamós. Primerament, des del març de 1914 fins al març de 1918, es va imprimir a l'establiment tipogràfic La Gutenberg. Llavors, es canvià a Tallers Tipogràfics Llorens Castelló, des del juny de l'any 1918 fins al maig del 1925. Des del juliol de 1925 fins a l'agost de l'any següent s'imprimí a Llorens Talleres Gràficos Palamós. Finalment, el seu últim període d'impressió, des del setembre de 1926 fins al desembre de 1930, tingué lloc a Llorens Obradors Tipogràfics Palamós.
De la mateixa manera en què el seu contingut i el lloc d'impressió canvia, el preu de la revista també ho fa. Les primeres publicacions costaven tres pessetes a Espanya. Amb els anys, el preu va variar fins a arribar a costar sis pessetes l'any. Com que es podia adquirir fora del país, el seu preu era més elevat a l'estranger. Inicialment, valia 5 pessetes i, tot i que el preu fou bastant estable, des del 1925 fins al 1930, va costar 6,50 pessetes l'any. D'altra banda, els números solts o els extraordinaris valien entre cinquanta i seixanta-cinc cèntims.
Marinada estava forma per tota mena de continguts, els quals han variat segons el moment històric o la situació del poble.
Els textos es dividien segons la temàtica. Les seccions eren: llibres, teatrals, musicals, esports, música, pel cinema... El títol d'aquestes van variar segons la qualitat del contingut i les idees que els col·laboradors aportaven. S'hi redactaven comentaris d'actualitat a les cròniques locals, textos narratius dels col·laboradors, ressenyes d'obres teatrals, musicals i, més endavant, de pel·lícules i fets d'actualitat d'una manera més literària. També hi havia una part dedicada a informar sobre els esdeveniments culturals que tenien lloc arreu de Catalunya i de les activitats que la mateixa revista organitzava, com n'eren els concursos literaris.
Amb l'arribada de la Dictadura de Primo de Rivera i la censura, molts mitjans se suspenen. En el cas de Marinada, se segueix publicant, però en castellà. I, tot i la restricció de llibertats, s'introdueixen subtilment símbols catalanistes que reforcen el moviment. La reivindicació de la sardana n'és un exemple. D'una altra banda, es dona més importància a altres temes com l'esportiu i, sobretot, es posà èmfasi en el futbol perquè era un esport rellevant entre els palamosins. Es deixà a un costat tots els temes culturals.
Les edicions extraordinàries donaven importància a fets rellevants que succeïen ocasionalment. És el cas, per exemple, de la Festa Major de Palamós i d'altres festivitats de la vila.
Es feien homenatges a personatges de l'època (intel·lectuals, polítics, religiosos...). També cal destacar que altres periòdics de Catalunya mencionaven aquesta revista en les seves publicacions gràcies a la importància que li donava a la cultura catalana i per la manera d'informar els lectors.
Marinada fou el motor d'activitats culturals, socials i literàries i la revista que influí en els palamosins. No només va fer de mitjà informatiu, sinó que el seu paper principal va ser destacar un activisme social, mitjançant el seu caràcter literari, que estava quedant en un segon pla entre la societat.

## Relació de directors i col·laboradors principals
El director principal va ser el seu fundador Miquel Roger i Crosa, però Martí Roger i Crosa també formà part de la direcció des de la fundació de la revista fins al gener de 1919. També formaven part de la plantilla de redactors.
La plantilla de col·laboradors era ben àmplia. Els redactors funcionals eren Miquel Vingut Coris, Josep Figa, Joan Bautista Camós i Lluís Barceló i Bou. La secció d'esports la componien Enric Ribas, C. Sénrab i Josep Franch. Altres redactors van ser Martí Tauler i Josep Gelabert.
La revista comptava amb Francisco Vidal, encarregat dels dibuixos i les il·lustracions.
Alguns d'aquests personatges que van participar en Marinada van ser de rellevant importància, fins al punt que s'han inaugurat institucions en honor seu. Per exemple, la Biblioteca Lluís Barceló i Bou de Palamós.
La plantilla s'ampliava, ocasionalment, amb la integració d'intel·lectuals a l'hora de redactar números especials o extraordinaris, per així, enriquir el contingut.
D'una altra banda, la revista no podia funcionar sense la subvenció de la publicitat. Aquesta anunciava, majoritàriament, coses sobre Palamós i poblacions properes (Palafrugell, Sant Feliu de Guíxols, La Bisbal, Girona...), però també sobre la província de Barcelona (Barcelona, Badalona, Mataró, Tortosa, Sabadell...).
Col·laborar en l'apartat de publicitat tenia un preu, depenent si l'anunciant volia aparèixer en una plana sencera, mitja o un quart.

## Final
Des d'un inici, la revista va rebre la influència d'altres periòdics d'importància com van ser Seminario de Palamós, La Sardana i La Senyera. A més a més, el fet que molts dels redactors haguessin participat en altres mitjans feia que Marinada adquirís cert grau de maduresa i professionalitat.
A diferència d'altres revistes i diaris, no hi hagué cap incidència durant els anys de periodicitat.
Finalment, l'últim número publicat de Marinada va ser al desembre de l'any 1930.